# Team Virtu Cycling Women
El Team Virtu Cycling (Código UCI: TVC) fue un equipo ciclista femenino de Dinamarca de categoría UCI Women's Team, máxima categoría femenina del ciclismo en ruta a nivel mundial.

## Historia
En junio de 2019, Bjarne Riis anunció que el equipo desaparecería a final de temporada tras no encontrar un nuevo patrocinador.

## Material ciclista
El equipo utilizaba bicicletas Pronghorn Racing y componentes.

## Clasificaciones UCI
Las clasificaciones del equipo y de su ciclista más destacado son las siguientes:
| Temporada | Clasificación por equipos | Mejor corredor           | Posición                 |
| 2016      | 24.º                      | Cecilie Uttrup           | 69.º                     |
| 2017      | 21.º                      | Ninguna corredora puntuó | Ninguna corredora puntuó |

## Palmarés
Para años anteriores véase: Palmarés del Team Virtu Cycling Women.

### Palmarés 2019

#### UCI WorldTour 2019
| Fechas       | Carreras                        | Ganadora          |
| 17 de marzo  | Tour de Drenthe                 | Marta Bastianelli |
| 7 de abril   | Tour de Flandes                 | Marta Bastianelli |
| 18 de agosto | Postnord Vårgårda WestSweden RR | Marta Bastianelli |

#### Calendario UCI Femenino 2019
| Fechas           | Carreras                                                       | Ganadora           |
| 3 de marzo       | Omloop van het Hageland                                        | Marta Bastianelli  |
| 11 de abril      | 2.ª etapa del Healthy Ageing Tour                              | Mieke Kröger       |
| 2 de mayo        | 1.ª etapa de la Gracia-Orlová                                  | Marta Bastianelli  |
| 3 de mayo        | 2.ªa etapa de la Gracia-Orlová (CRI)                           | Mieke Kröger       |
| 3 de mayo        | 2.ªb etapa de la Gracia-Orlová                                 | Rachel Neylan      |
| 4 de mayo        | 3.ª etapa de la Gracia-Orlová                                  | Marta Bastianelli  |
| 5 de mayo        | 4.ª etapa de la Gracia-Orlová                                  | Mieke Kröger       |
| 5 de mayo        | Gracia-Orlová                                                  | Marta Bastianelli  |
| 9 de mayo        | 2.ª etapa del Tour de Upsala                                   | Emilie Moberg      |
| 28 de mayo       | 1.ª etapa del Tour de Turingia femenino                        | Barbara Guarischi  |
| 29 de mayo       | 2.ª etapa del Tour de Turingia femenino                        | Marta Bastianelli  |
| 19 de julio      | 1.ª etapa del BeNe Ladies Tour                                 | Christina Siggaard |
| 11 de septiembre | 1.ª etapa del Lotto Belgium Tour                               | Mieke Kröger       |
| 13 de septiembre | Lotto Belgium Tour                                             | Mieke Kröger       |
| 16 de septiembre | 4.ª etapa del Tour Cycliste Féminin International de l'Ardèche | Anouska Koster     |
| 17 de septiembre | 5.ª etapa del Tour Cycliste Féminin International de l'Ardèche | Marta Bastianelli  |
| 6 de octubre     | Gran Premio Bruno Beghelli                                     | Marta Bastianelli  |

#### Campeonatos nacionales
| Fechas      | Carreras                                   | Ganadora             |
| 27 de junio | Campeonato de Dinamarca Contrarreloj (CRI) | Louise Norman Hansen |
| 28 de julio | Campeonato de Italia en Ruta               | Marta Bastianelli    |

## Plantillas
Para años anteriores, véase Plantillas del Team Virtu Cycling Women

### Plantilla 2019
| Integrantes del equipo 2019 | Integrantes del equipo 2019 | Integrantes del equipo 2019       | Integrantes del equipo 2019 |
| Corredor                    | Fecha de nacimiento         | Equipo previo                     |                             |
| --------------------------- | --------------------------- | --------------------------------- | --------------------------- |
| Katrine Aalerud             | 4 de diciembre de 1994      |                                   |                             |
| Marta Bastianelli           | 30 de abril de 1987         | Alé Cipollini (2018)              |                             |
| Sofia Bertizzolo            | 21 de agosto de 1997        | Astana Women's Team (2018)        |                             |
| Barbara Guarischi           | 10 de febrero de 1990       | Canyon-SRAM Racing (2017)         |                             |
| Anouska Helena Koster       | 20 de agosto de 1993        | WaowDeals (2018)                  |                             |
| Mieke Kröger                | 18 de julio de 1993         | Canyon-SRAM Racing (2017)         |                             |
| Birgitte Krogsgaard         | 27 de octubre de 1991       |                                   |                             |
| Emilie Moberg               | 12 de julio de 1991         | Hitec Products (2017)             |                             |
| Rachel Neylan               | 9 de marzo de 1982          | Movistar Team (2018)              |                             |
| Louise Hansen               | 12 de febrero de 1995       | Cykling Odense (2015)             |                             |
| Katarzyna Pawłowska         | 16 de agosto de 1989        | Boels Dolmans (2017)              |                             |
| Sara Penton                 | 15 de noviembre de 1988     | Lares-Waowdeals Women (2016)      |                             |
| Trine Schmidt               | 3 de junio de 1988          | Lotto Soudal Ladies (2017)        |                             |
| Christina Siggaard          | 24 de marzo de 1994         | Matrix Fitness Pro Cycling (2015) |                             |
|                             |                             |                                   |                             |
| Fuente: UCI                 |                             |                                   |                             |

Nota: Katrine Aalerud